# Tharrhalea semiargentea
Tharrhalea semiargentea là một loài nhện trong họ Thomisidae.
Loài này thuộc chi Tharrhalea. Tharrhalea semiargentea được Eugène Simon miêu tả năm 1895.